# Редерсхајм-Гронау
Редерсхајм-Гронау (њем. Rödersheim-Gronau) општина је у њемачкој савезној држави Рајна-Палатинат. Једно је од 25 општинских средишта округа Рајна-Палатинат. Према процјени из 2010. у општини је живјело 2.830 становника. Посједује регионалну шифру (AGS) 7338022.

## Географски и демографски подаци
Редерсхајм-Гронау се налази у савезној држави Рајна-Палатинат у округу Рајна-Палатинат. Општина се налази на надморској висини од 103–105 метара. Површина општине износи 8,2 km². У самом мјесту је, према процјени из 2010. године, живјело 2.830 становника. Просјечна густина становништва износи 343 становника/km².